# Hania Pérez de Cuéllar
Hania Pérez de Cuéllar Lubienska (Lima, 12 de marzo de 1974) es una economista y política peruana. Fue ministra de Vivienda, Construcción y Saneamiento desde diciembre de 2022 hasta septiembre de 2024, durante el gobierno de Dina Boluarte. Además, se desempeñó como presidenta del Instituto Nacional de Defensa de la Competencia y de la Protección de la Propiedad Intelectual (Indecopi) entre 2020 y 2021.

## Biografía
Hija de Francisco Pérez de Cuéllar Roberts y de Monika Lubienska Biskupska, es la nieta mayor del ex secretario general de la ONU, expresidente del Consejo de Ministros y excanciller Javier Pérez de Cuéllar. 
Realizó sus estudios escolares en el Colegio Franco-Peruano de Lima.
Es licenciada en Ciencias Políticas, Económicas y Estudios Sociales por el Institut d’études politiques de Grenoble, bachiller en Historia por la Université Pierre-Mendès-France (Grenoble-II) y magíster en Desarrollo Económico y Social por la Sorbona en Francia.

### Trayectoria
Es, además, experta en planificación estratégica y planificación del desarrollo, evaluación y monitoreo de proyectos. Destaca su labor en el Ministerio de la Producción, en el programa Innóvate del Viceministerio de Pyme del Produce, en el Programa de Naciones Unidas para el Desarrollo, y su labor como presidenta del Consejo Directivo del Indecopi. En este último también se desempeñó como integrante del Consejo Directivo en representación del Ministerio de la Producción.

#### Presidenta de Indecopi
Ejerció como presidenta del Indecopi en 2020 tras la renuncia de Ivo Gagliuffi; siendo la segunda mujer que ocupa el máximo cargo de la institución. Estuvo en el cargo hasta su renuncia en 2021, cuando sería reemplazada por Julián Palacín Gutiérrez. Durante su gestión, se promulgó una ley antimonopolios y de regulación de fusiones, una medida crucial en materia de política económica.

### Ministra de Estado
El 10 de diciembre de 2022, fue designada por la presidenta Dina Boluarte como ministra de Vivienda, Construcción y Saneamiento en el gabinete ministerial presidido por Pedro Angulo.
Mantuvo este cargo hasta el 3 de septiembre de 2024, cuando la presidenta Boluarte hizo una recomposición de su gabinete; siendo reemplazada por Durich Whittembury.